# Cvetlin
Cvetlin is een plaats in de gemeente Bednja in de Kroatische provincie Varaždin. De plaats telt 348 inwoners (2001).